# Uglješa Bogunović
Uglješa Bogunović (v srbské cyrilici Угљеша Богуновић; 22. října 1922 Teslić, Království Srbů, Chorvatů a Slovinců – 27. dubna 1994 Bělehrad, Svazová republika Jugoslávie) byl srbský architekt.

## Život a dílo
Jeho otcem byl učitel Petar Bogunović. Patřil k prvním studentům na Fakultě architektury Bělehradské univerzity po skončení druhé světové války.
Mezi Bogunovićovy známé projekty patří Budova Politiky v centru Bělehradu, Avalská televizní věž, budova černohorské televize (realizována v roce 1970), nebo budova srbské televize v bělehradské místní části Košutnjak. Zasloužil se také o obnovu ulice Skadarlija, která po jeho úpravách získala charakter pěší zóny s tradiční kamennou dlažbou a stala se jedním z center večerního života v Bělehradě. Navrhl také sportovní stadion v parku Tašmajdan.